# Acquasparta (pittore)
L'Acquasparta (fl. 1590) è stato un pittore italiano.

## Biografia
Attivo a Roma alla fine del XVI secolo come autore di dipinti storici, pare avesse dipinto a Palazzo Verospi e a Villa Borghese. Secondo Giulio Mancini (Considerazioni sulla pittura, 1620) fu allievo del Cavalier d'Arpino e venne «amazzato da un spagnolo per causa d'una donna».